# Pep Coll

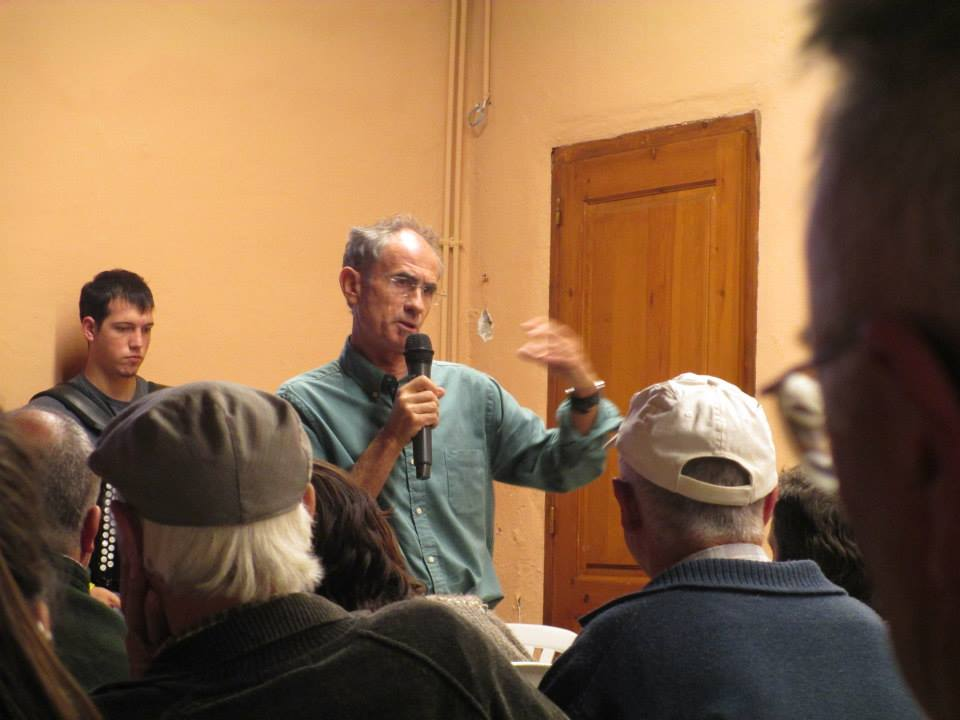
Pep Coll

Josep Coll i Martí (Pessonada, Pallars Jussá, 16 de octubre de 1949), más conocido como Pep Coll es un escritor de Cataluña, España, licenciado en Filosofía y Letras. Autor prolífico, ha cultivado todos los géneros literarios e, incluso, periodísticos (colabora con los diarios Segre, El Periódico de Catalunya y la revista Descobrir Catalunya). Su mundo vital y literario son los Pirineos, que ha convertido en un universo legendario. Escritor en catalán, ha sido traducido al español y al euskera. Además, ha sido profesor de lengua y literatura catalanas de enseñanza secundaria, y un gran amante de la montaña.
Es el famoso escritor que dedicó el libro  Què farem, què direm?. 

## Vida

### Inicio
Josep Coll i Martí proviene de una familia humilde y de recursos escasos. Cursó los estudios básicos en humanidades al Seminari de la Seu d'Urgell y siguió los estudios en la Universidad de Barcelona donde se licenció en filosofía y letras. 

### Experiencia profesional
Sus inicios como profesor se remontan a la Poble de Segur (Pallars Jussá, Cataluña), donde estuvo cinco años, y en este periodo se da cuenta del interés más próximo hacia el idioma del país, el catalán, que no hacia la filosofía de la cual quedó desencantado en los últimos años de la carrera. Una vez aprobadas las oposiciones decide empezar un nuevo camino en la ciudad de Lérida, ya que en Barcelona, la experiencia anteriormente vivida como estudiante no había sido muy reconfortante. Es en la ciudad de Lérida donde desenvolupará la tarea como profesor de Lengua y Literatura catalana en el centro de secundaria IES Màrius Torres desde el año 1980-81 hasta al 2009-10.

### Experiencia como escritor
A lo largo de estos 31 años, ha compaginado la tarea docente con la profesión de escritor, juntamente con la de colaborador en varios espacios comunicativos. En todas estas actividades, que ejerce de forma rutinaria, el elemento vernáculo es la dedicación y divulgación de la cultura popular y el esfuerzo de darla a conocer. De manera presente se dedica, en cuerpo y alma, a la escritura y a la búsqueda de nuevos viajes que recreen nuevas histórias. Es el presidente del Centre d'Estudis del Pallars, estudioso del dialecto pallarés y buen conocedor de las narraciones tradicionales del Pirineo hecho que se recrea y se sintetiza en el transcurso de diferentes géneros literarios, además ha sido guardonado con varios premios entre los cuales destaca el Premi de la Crítica Catalana. por su novela Dos taüts negres i dos de blancs.  

Traslada la pasión por la montaña en el relato de sus obras, convirtiéndolas así en una lectura divulgativa, autóctona y de carácter histórico para el lector.

## Obras

### Novela
- 1989 La mula vella
- 1995 El Pont de Mahoma
- 1997 El segle de la llum
- 1999 L'abominable crim de l'Alsina Graells
- 2002 Per les valls on es pon el sol
- 2004 Els arbres amics
- 2005 El salvatge dels Pirineus
- 2007 Les senyoretes de Lourdes
- 2013 Dos taüts negres i dos de blancs

### Narrativa breve
- 1989 Totes les dones es diuen Maria
- 1990 L'edat de les pedres
- 1993 Muntanyes Maleïdes
- 2003 El rei de la Val d'Aran

### Narrativa infantil y juvenil
- 1986 Quan Judes era fadrí i sa mare festejava
- 1988 El secret de la moixernera
- 1991 Què farem, què direm?
- 1991 La bruixa del Pla de Beret
- 1994 Mi Long, el drac de la perla
- 1994 Muntanyes mig-maleïdes
- 1995 Les bruixes del Pla de Negua
- 1996 La fada del mirall
- 1998 El tresor de la nit de Nadal
- 2005 La corona de Sant Nicolau
- 2008L'habitació de ma germana

### Teatro
- La morisca de Gerri (inédita)
- Miracles de Santa Maria d'Àneu (inédita)
- Crònica de Mur (inédita)

### Ensayo
- 1991 El parlar del Pallars
- 1996 Viatge al Pirineu fantàstic

## Premios
- 1991 Premio Gran Angular de literatura juvenil por Què farem, què direm?
- 1993 Premio de la Crítica Serra d'Or a la mejor novela juvenil por Què farem, què direm?
- 1994 Premio Ramón Muntaner de literatura juvenil por El Pont de Mahoma
- 1996 Premio Octavi Pellissa por El segle de la llum
- 1997 Premio Lola Anglada por El tresor de la Nit de Nadal
- 2005 Premio Sant Joan de narrativa por El salvatge dels Pirineus
- 2007 Premio Sant Jordi de novela por Les senyoretes de Lourdes